# أوجيني لو بران
أوچيني لو بران (بالفرنسية: Eugénie Le Brun)، المعروفة كذلك باسم مدام رشدي، (توفيت 16 أكتوبر 1908) وهي فرنسية المولد، تعد من رواد النسوية في مصر، أقامت صالون ثقافي خاص بها، وهي صديقة مقربة لهدى شعراوي.

## حياتها المبكرة وزواجها
ولدت لو بران في فرنسا لأسرة تنتمى إلى الطبقة المتوسطة العليا حيث تلقت تعليمًا جيدًا وشاركت بصورة نشطة في الحياة الثقافية للصفوة الفرنسية. وقد كانت مكانة لو بران الاجتماعية تعتمد على المركز الذي سيشغله زوجها المستقبلي، كونها ابنة لأسرة تنتمي للطبقة الوسطى لا تتمتع باستقرار مالي يذكر.
التقت لو بران برجل من الأعيان المصريين البارزين، يدعى حسين رشدي باشا، خلال الفترة التي قضاها في فرنسا. وكان رشدي قد ولد في القاهرة لأسرة ثرية من أصول تركية وسافر للدراسة في سويسرا ثم فرنسا. وقد تزوجت لو بران من رشدى، الذي عين رئيسًا للوزراء خلال الفترة ما بين 1917 و1914 .وعندما انهى هذا الأخير دراسته في فرنسا، رافقته لو بران إلى القاهرة عام 1892 حيث شغلت سلسلة من الوظائف المرموقة الحكومة المصرية الاستعمارية.

## الحركة النسوية
بعد انتقالها إلى القاهرة وإتمامها الدراسات الدينية اللازمة، اعتنقت لو بران الإسلام بحجة أنها أدركت من خلال دراستها المتعمقة للقرآن أن الإسلام، وبعكس ما يشاع عنه في الغرب، هو قوة محررة للمرأة حيث منحها حقوقًا جوهرية عدة. على هذا الأساس، اهتمت لو بران  بالقضاء الإسلامي للمرأة حيث كانت كثيراً ما تحضر جلسات المحكمة الإسلامية. ليصبح هذا الموضوع، فيما بعد، هو المحور الرئيسي لكتابها «الحريم والمسلمات» "Harem Et Les Musulmanes"، سعيت لو بران إلى التأكيد على الفرق بين الإسلام باعتباره ديانة، وبين التحريفات التي أضافتها إليه المؤسسات الدينية الفاسدة والشخصيات ذات النفوذ. حيث جادلت أن العديد من الممارسات المصرية الشائعة والمنسوبة للإسلام ما هي في الواقع إلا مجرد تقاليد اجتماعية. بوجه خاص، أيدت لو بران الرأي الذي يعتبر أن تغطية الوجه وعزل النساء ليسا من الفروض في الإسلام.ولأن لو بران قد عايشت نمط حياة الحريم عند انتقالها إلى القاهرة، فقد آمنت بأن جهود المسؤولين الغربيين في سبيل القضاء على تلك الممارسات مغلوطة وأنها عوضًا عن ذلك تدل على النظام الاجتماعى الأكبر الذي يستبعد المرأة من المجال العام.
في كتابها «الحريم والمسلمات»"Harem Et Les Musulmanes"،  ذكرت لو بران أن السياسة الغربية تحيط الحريم بهالة من الغموض بينما هو ببساطة لا يتعدى كونه جزء من المنزل يمارس فيه النساء والأطفال حياتهم اليومية حيث كانت النساء تفاوض للحصول على أماكن لأنفسهن من بين الخيارات المتاحة وذلك من خلال سبل تعتمد على درجة وصولهن للموارد والمزايا. وقد انتقدت لو بران انطباع أن النساء الأوروبيات جميعهن متحررات بعكس نظيراتهن المسلمات اللاتى تعانين من الاضطهاد. بل كانت لو بران تعتقد أن النساء الأوروبيات والأمريكيات هن في حاجة إلى مساندة النسويات العربيات بنفس القدر، والعكس صحيح. وفي بعض الأحيان، كانت لو بران تلجأ إلى التقاليد المصرية التي تفصل بين الجنسين لتجنب التحرش الجنسي من جانب الرجال الأوروبيين. وكانت لو بران تؤمن أن الطريقة المثلى للتفاوض بشأن الفصل بين المجالين العام والخاص هو من خلال الأنشطة الفكرية لذلك أقامت في منزلها بمصر، صالون ثقافى أسبوعى رائد خاص بالنساء في منتصف ثمانينات القرن التاسع عشر (1890). وفي حين ركز في المقام الأول على محو الأمية، تناول أيضًا موضوعات سياسية حادة. في إحدى المناسبات أشارت لو بران إلى أن الموضوعات التي يناقشها صالونها الثقافى قد تنوعت لتشمل النسوية، وصناعة السينما، وسذاجة الشعب الأمريكي، وثورة الملاكمين في الصين، وتفسير الأحلام، وكارل ماركس. وبالإضافة إلى التجمعات الأسبوعية للصالون، نادت لو بران أيضًا إلى تعليم الإناث حيث أكدت أنه إذا كانت المهمة الأساسية للمرأة هي الاعتناء ببيتها فإنها ستؤدى ذلك بصورةٍ أفضل إذا كانت متعلمة جيدًا. في كتابها «المطلقات» "Les Répudiées"، دعت لو بران إلى ضرورة تعليم النساء الفقيرات ونساء الصفوة على حد سواء. وقد اهتمت لو بران بصورة خاصة بدراسة أوضاع ربات البيوت اللاتي تعولن أسرهن نتيجة غيات الزوج. حيث لاحظت أن معظم النساء الأرامل أو اللاتى يهجرهن أزواجهن لا تمتلكن شبكة اجتماعية تعتمدن عليها مما يضطرهن للعمل. وجادلت لو بران أن توفير التعليم للمرأة يندرج ضمن الواجبات الأخلاقية للمجتمع

## علاقتها بهدى شعراوي
كانت هناك صداقة وثيقة تربط بين لو بران وقائدة الحركة الوطنية، النسوية هدى شعراوي، والتي اعتادت أن تحضر الصالونات الثقافية التي كانت لو بران تعقدها في ثمانينات القرن ال19 لمناقشة عدة عادات اجتماعية من ضمنها البرقع، حيث نجحت لو بران في اقناع شعراوي بأن الحجاب يعيق النهوض بالمرأة مما دفعها فيما بعد إلى خلعه على الملأ. وقداعتبرت شعراوي لوبران بمثابة ناصحة  قيمة أثرت على المدى الطويل في تطورها الفكرى وألهمتها. وعقب وفاة لو بران عام 1908، كتبت عنها شعراوى في مذكراتها قائلةً: " لقد اعتمدت بشكل كبير على مشورتها الحكيمة وحتى بعد وفاتها مازلت أشعر أن روحها تضيء الطريق أمامى. فقبل أن أقدم على فعل شيء ما، أتوقف وهلة لأسأل نفسي عن رأيها فيه، فإذا لمست موافقتها فإننى أشرع في تنفيذه.

## كتبها
كتبت لو بران العديد من الكتب والرسائل خلال فترة حياتها، حيث نشرت الكتابين التاليين في باريس تحت الاسم المستعار «مدام رشيد باشا نية سليمة»
- الحريم والمسلمات "Harem Et Les Musulmanes" (1902)
- المطلقات "Les Répudiées" (1908)

## وصلات خارجية
- Current Issues in Women's History. International Conference on Women's History, 2012, p 161-165.
- Western Women and Imperialism: Complicity and Resistance. Nupur Chaudhuri, 1992, p 37-56.
- The Feminist Vision in the Writings of Three Turn-of-the-Century Egyptian Women. Margot Badran, 1988, p. 16-17.
- Going Global: The Transnational Reception of Third World Women Writers. Amal Amireh, 2000, p 158-164.
- Family History in the Middle East: Household, Property, and Gender. Beshara Doumani, 2003, p 92-95.
- Early Reflections of an Historian on Feminism in Egypt in Time of Revolution. Lucia Sorbera, 2013, p 22.
- The Map of Love. Ahdaf Soueif, 2011, p 236-238.
- Harem Years: The Memoirs of an Egyptian Feminist. Huda Sha’arawi, trans. Margot Badran, 1987, p 87.
- Book list on Worldcat